# Књига пророка Осије
Књига пророка Осије или књига Хошеа је једна од књига хебрејског Танаха, односно Старог завета. Осија или Хошеа (хеб. הושֵעַ) је млађи савременик пророка Амоса и деловао је у време пада Самарије (721. п. н. е.), у доба владавине Јеровоама II. Осија је посебно познат по пророковању симболичким радњама – конкретно женидбом са женом блудницом. Он деци даје симболичка имена да и он и деца буду живи знаци речи Божије упућене Израелу. На крају Осија прима назад своју блудну жену, као што ће Бог примити назад Израел који се одрекне «блуда» са туђим боговима.